# Fran Vázquez
Francisco Vázquez González  (Chantada, Lugo, 1 de mayo de 1983), comúnmente conocido como Fran Vázquez es un  exbaloncestista español que disputó 17 temporadas en la Liga ACB. Con 2,09 metros de altura, su posición en la cancha era la de pívot.

## Trayectoria

### Inicios
Su carrera deportiva comenzó en las categorías inferiores del equipo de fútbol de su pueblo, actuando como portero. Pronto se decantó hacia el lado del baloncesto, dado su imponente físico, comenzando a jugar en las Escuelas Municipales organizadas por el Ayuntamiento de Chantada para entrar posteriormente en el Centro de Formación Siglo XXI de Galicia, en donde estuvo hasta la temporada 1999-2000. Después pasó fugazmente por el centro de Formación Siglo XXI del País Vasco, para firmar por el Unicaja Málaga en la temporada 2000-2001, participando principalmente en el filial de la Liga EBA. 

### Profesional
En la temporada 2002-03 pasó al primer equipo del Unicaja, y tuvo una corta cesión en el Bilbao Basket durante la disputa de los playoff de ascenso de la Liga LEB del equipo vasco. Al año siguiente jugó cedido en el AUNA Gran Canaria de la Liga ACB. Unicaja lo recuperó para la temporada 2004-2005 donde se confirmó su gran valía como jugador, ganando su primer título como profesional, la Copa del Rey 2005, y siendo elegido en el undécimo lugar del Draft de la NBA de 2005 por los Orlando Magic, la tercera posición más alta para un español después de Pau Gasol y Ricky Rubio.
Sin embargo Fran Vázquez rechazó la oferta de los Magic para jugar en la liga norteamericana al preferir aceptar la  millonaria oferta del Akasvayu Girona, un equipo que acababa de ingresar un jugosa cuantía económica al firmar con la empresa inmobiliaria catalana Akasvayu, lo que supuso que Vázquez se convirtiera en el jugador mejor pagado de la ACB de aquel momento. Su estancia en Girona no fue ningún éxito y a la siguiente temporada firmó por FC Barcelona. En esta temporada pasó a la historia de la ACB al conseguir el récord de tapones (12) en un partido (Valladolid 58-65 Barcelona). En ese mismo partido, se convirtió en el sexto jugador de la ACB en firmar un triple doble desde 1989. Consiguiendo unos grandes partidos y una buena regularidad, fue elegido en el quinteto ideal de la Liga ACB 2008-09.Fran se encontró con su mejor juego para recibir este galardón. Ese mismo año, lideró la clasificación de tapones por partido en la Euroliga, con una media de 1,74 tapones por partido. Cuajando unos buenos encuentros en las semifinales y en la final, Fran fue nombrado MVP de la final de la Copa del Rey 2010, donde su equipo salió victorioso. El 9 de mayo de 2010, se proclama campeón de la Euroliga con el FC Barcelona en el pabellón Palais Omnisports de Paris-Bercy de París contra el Olympiacos BC griego.
El 17 de junio de 2012 llega a un principio de acuerdo con su exequipo Unicaja Málaga. En su regreso a Málaga se convierte en el capitán del equipo costasoleño y jugador franquicia del club.
En julio de 2016 se anunció su fichaje por el Iberostar Tenerife por dos temporadas. Con el equipo aurinegro conquista en el año 2017 la Basketball Champions League y la Copa Intercontinental FIBA, siendo importante en la consecución de ambos títulos.
Tras dos años en el Iberostar Tenerife, ficha en julio de 2018 por el Basket Zaragoza 2002 por dos temporadas.

### Retirada
Con casi 5000 puntos, 3000 rebotes y 738 tapones en su haber, Fran Vázquez colgó las botas en mayo de 2020 durante la crisis del coronavirus, tras 19 temporadas disputadas en la máxima competición nacional. Terminó su carrera teniendo en su haber el honor de ser el máximo taponador tanto de la ACB como de la Euroliga y dejando huella en Málaga, Gran Canaria, Bilbao, Barcelona, Tenerife y finalmente Zaragoza, tras año y medio vistiendo la elástica rojilla.

## Selección nacional
En 2002 disputó el EuroBasket Sub-20 celebrado en Lituania, donde se llevó la plata.
Luego fue internacional con la selección absoluta, debutando en 2004, pero a pesar de su calidad, solo ha podido disputar dos torneos a nivel internacional con España, el Eurobasket 2005 y el Mundial de 2010, hecho que ha provocado no pocas controversias.
Sus últimas participaciones fueron en las 'ventanas' previas a la Copa del Mundo de 2019. En total, disputó 41 encuentros con la selección absoluta.

## Estadísticas

### Liga ACB
|  | Temporada en la que se proclama campeón de la Liga ACB |

Temporada regular
| Temporada | Equipo       | PJ  | MPP  | %T2  | %3P   | %TL  | RPP | ROP | APP | ROB | TPP | PPP  | VAL  |
| --------- | ------------ | --- | ---- | ---- | ----- | ---- | --- | --- | --- | --- | --- | ---- | ---- |
| 2001-02   | Unicaja      | 5   | 4.2  | 50.0 | -     | 50.0 | 2.2 | 0.2 | 0.0 | 0.0 | 1.2 | 1.6  | 3.8  |
| 2002-03   | Unicaja      | 9   | 5.7  | 31.3 | -     | 33.3 | 1.1 | 0.6 | 0.0 | 0.0 | 0.3 | 1.3  | 0.8  |
| 2003-04   | Gran Canaria | 33  | 18.8 | 53.8 | -     | 63.0 | 4.2 | 1.3 | 0,2 | 0.3 | 1.3 | 7.0  | 8.3  |
| 2004-05   | Unicaja      | 34  | 24.3 | 61.8 | 33.3  | 61.8 | 6.0 | 2.2 | 0.3 | 0.8 | 1.4 | 10.9 | 13.8 |
| 2005-06   | Girona       | 34  | 21.9 | 52.8 | 31.3  | 67.1 | 4.6 | 1.2 | 0.8 | 0.9 | 1.3 | 8.3  | 10.4 |
| 2006-07   | Barcelona    | 33  | 19.5 | 55.4 | 50.0  | 76.6 | 4.2 | 1.2 | 1.0 | 0.7 | 2.0 | 7.4  | 9.9  |
| 2007-08   | Barcelona    | 34  | 15.8 | 51.7 | 33.3  | 70.0 | 3.0 | 0.9 | 0.4 | 0.5 | 1.0 | 6.3  | 6.7  |
| 2008-09   | Barcelona    | 31  | 21.5 | 71.3 | 0.0   | 77.1 | 6.6 | 2.3 | 0.7 | 1.0 | 1.6 | 12.0 | 18.7 |
| 2009-10   | Barcelona    | 34  | 18.6 | 65.3 | -     | 70.5 | 4.1 | 1.1 | 0.5 | 0.7 | 1.4 | 7.4  | 10.1 |
| 2010-11   | Barcelona    | 33  | 18.4 | 54.9 | 0.0   | 71.1 | 5.1 | 1.8 | 0.6 | 0.7 | 1.5 | 5.9  | 10.0 |
| 2011-12   | Barcelona    | 34  | 15.9 | 63.0 | 0.0   | 69.4 | 4.2 | 1.4 | 0.4 | 0.3 | 1.0 | 5.9  | 8.0  |
| 2012-13   | Unicaja      | 32  | 17.9 | 59.7 | 100.0 | 68.2 | 4.5 | 1.4 | 0.4 | 0.4 | 1.3 | 6.8  | 9.3  |
| 2013-14   | Unicaja      | 31  | 18.7 | 58.1 | -     | 72.3 | 4.8 | 1.7 | 0.3 | 1.0 | 1.7 | 7.5  | 10.7 |
| 2014-15   | Unicaja      | 34  | 20.2 | 60.4 | 0.0   | 63.6 | 4.7 | 1.9 | 0.6 | 0.6 | 0.9 | 7.9  | 10.9 |
| 2015-16   | Unicaja      | 34  | 15.4 | 54.1 | -     | 63.0 | 3.6 | 1.1 | 0.5 | 0.4 | 0.6 | 5.1  | 6.0  |
| 2016-17   | Tenerife     | 31  | 14.7 | 62.7 | 0.0   | 73.3 | 3.2 | 1.0 | 0.9 | 0.4 | 0.5 | 7.5  | 9.5  |
| 2017-18   | Tenerife     | 32  | 13.9 | 53.5 | -     | 87.0 | 3.0 | 1.1 | 0.8 | 0.3 | 0.4 | 5.4  | 6.3  |
| 2018-19   | Zaragoza     | 26  | 20.9 | 57.4 | 0.0   | 90.0 | 4.7 | 1.2 | 1.2 | 0.5 | 0.6 | 7.0  | 10.6 |
| 2019-20   | Zaragoza     | 18  | 12.5 | 41.8 | 0.0   | 53.8 | 3.0 | 1.0 | 0.7 | 0.3 | 0.6 | 3.5  | 3.9  |
| TOTAL     |              | 552 | 18.0 | 58.1 | 25.9  | 69.6 | 4.3 | 1.4 | 0.6 | 0.6 | 1.1 | 7.1  | 9.5  |

[actualizar]
Playoffs
| Año   | Equipo       | PJ  | MPP  | %T2  | %3P  | %TL  | RPP | ROP | APP | ROB | TPP | PPP  | VAL  |
| ----- | ------------ | --- | ---- | ---- | ---- | ---- | --- | --- | --- | --- | --- | ---- | ---- |
| 2002  | Unicaja      | 4   |      | 60.0 | -    |      |     |     |     |     |     | 1.5  | 1.8  |
| 2004  | Gran Canaria | 4   |      | 54.7 | -    |      |     |     |     |     |     | 19.8 | 21.3 |
| 2005  | Unicaja      | 9   |      | 64.8 | -    |      |     |     |     |     |     | 12.1 | 16.9 |
| 2006  | Girona       | 4   |      | 54.5 | 0.0  |      |     |     |     |     |     | 7.8  | 10.3 |
| 2007  | Barcelona    | 13  |      | 60.7 | 0.0  |      |     |     |     |     |     | 6.7  | 8.8  |
| 2008  | Barcelona    | 7   |      | 46.3 | 33.3 |      |     |     |     |     |     | 6.6  | 7.0  |
| 2009  | Barcelona    | 9   |      | 61.1 | 0.0  |      |     |     |     |     |     | 10.1 | 14.1 |
| 2010  | Barcelona    | 8   |      | 51.7 | -    |      |     |     |     |     |     | 4.6  | 6.1  |
| 2011  | Barcelona    | 8   |      | 51.4 | -    |      |     |     |     |     |     | 5.9  | 6.3  |
| 2012  | Barcelona    | 11  |      | 60.0 | -    |      |     |     |     |     |     | 7.1  | 10.1 |
| 2014  | Unicaja      | 7   |      | 60.7 | 0.0  |      |     |     |     |     |     | 12.1 | 13.9 |
| 2015  | Unicaja      | 8   |      | 66.7 | -    |      |     |     |     |     |     | 8.4  | 11.6 |
| 2016  | Unicaja      | 2   |      | 57.1 | -    |      |     |     |     |     |     | 4.5  | 5.5  |
| 2017  | Tenerife     | 3   |      | 57.1 | -    |      |     |     |     |     |     | 6.0  | 5.7  |
| 2018  | Tenerife     | 2   |      | 33.3 | -    |      |     |     |     |     |     | 2.0  | -0.5 |
| 2019  | Zaragoza     | 5   |      | 63.2 | 0.0  |      |     |     |     |     |     | 5.2  | 4.4  |
| TOTAL |              | 104 | 18.6 | 58.5 | 11.1 | 64.6 | 4.6 | 1.6 | 0.4 | 0.5 | 1.0 | 7.9  | 9.8  |

### Competiciones europeas

#### Copa ULEB
| Temporada | Equipo       | PJ | MPP  | %T2  | %3P | %TL  | RPP | ROP | APP | ROB | TPP | PPP | VAL  |
| --------- | ------------ | -- | ---- | ---- | --- | ---- | --- | --- | --- | --- | --- | --- | ---- |
| 2003-04   | Gran Canaria | 12 | 20.8 | 58.7 | -   | 82.4 | 5.2 | 1.8 | 0.2 | 0.7 | 2.0 | 9.0 | 11.5 |

#### Euroliga
| Temporada | Equipo    | PJ  | MPP  | %T2  | %3P | %TL  | RPP | ROP | APP | ROB | TPP | PPP | VAL |
| --------- | --------- | --- | ---- | ---- | --- | ---- | --- | --- | --- | --- | --- | --- | --- |
| 2002-03   | Unicaja   | 15  |      |      |     |      |     |     |     |     |     |     |     |
| 2004-05   | Unicaja   | 14  |      |      |     |      |     |     |     |     |     |     |     |
| 2006-07   | Barcelona | 23  |      |      |     |      |     |     |     |     |     |     |     |
| 2007-08   | Barcelona | 23  |      |      |     |      |     |     |     |     |     |     |     |
| 2008-09   | Barcelona | 23  |      |      |     |      |     |     |     |     |     |     |     |
| 2009-10   | Barcelona | 22  |      |      |     |      |     |     |     |     |     |     |     |
| 2010-11   | Barcelona | 20  |      |      |     |      |     |     |     |     |     |     |     |
| 2011-12   | Barcelona | 21  |      |      |     |      |     |     |     |     |     |     |     |
| 2012-13   | Unicaja   | 24  |      |      |     |      |     |     |     |     |     |     |     |
| 2013-14   | Unicaja   | 22  |      |      |     |      |     |     |     |     |     |     |     |
| 2014-15   | Unicaja   | 24  |      |      |     |      |     |     |     |     |     |     |     |
| 2015-16   | Unicaja   | 23  |      |      |     |      |     |     |     |     |     |     |     |
| TOTAL     |           | 254 | 16.5 | 60.1 | 0.0 | 72.3 | 3.6 | 1.3 | 0.6 | 0.4 | 1.0 | 6.5 | 7.9 |

### Competiciones internacionales
EuroBasket
| Año  | PJ | MPP  | %T2  | %3P  | %TL  | RPP | ROP | APP | ROB | TPP | PPP | VAL |
| ---- | -- | ---- | ---- | ---- | ---- | --- | --- | --- | --- | --- | --- | --- |
| 2005 | 6  | 14.3 | 66.7 | 40.0 | 62.5 | 2.5 | 1.5 | 0.3 | 0.7 | 1.2 | 9.3 | 9.2 |

MundoBasket
| Año  | PJ | MPP  | %T2  | %3P | %TL  | RPP | ROP | APP | ROB | TPP | PPP | VAL  |
| ---- | -- | ---- | ---- | --- | ---- | --- | --- | --- | --- | --- | --- | ---- |
| 2010 | 9  | 15.8 | 78.9 | -   | 50.0 | 4.8 | 2.0 | 0.6 | 0.4 | 1.6 | 7.9 | 10.3 |

Ventanas
| Año   | PJ | MPP  | %T2  | %3P | %TL  | RPP | ROP | APP | ROB | TPP | PPP  | VAL  |
| ----- | -- | ---- | ---- | --- | ---- | --- | --- | --- | --- | --- | ---- | ---- |
| 2017  | 2  | 21   | 66.7 | 0.0 | 85.7 | 4.5 | 2.0 | 1.0 | 0.5 | 2.0 | 13.0 | 17.0 |
| 2018  | 6  | 15   | 55.6 | -   | 75.0 | 4.5 | 1.8 | 1.2 | 0.8 | 0.2 | 8.2  | 11.7 |
| TOTAL | 8  | 17.1 | 58.8 | 0.0 | 78.9 | 4.5 | 1.9 | 1.1 | 0.8 | 0.6 | 9.4  | 13.0 |

Partidos amistosos
| Año   | PJ | MPP  | %T2  | %3P | %TL  | RPP | ROP | APP | ROB | TPP | PPP | VAL |
| ----- | -- | ---- | ---- | --- | ---- | --- | --- | --- | --- | --- | --- | --- |
| 2004  | 2  | 3.0  | 50.0 | -   | -    | 1.5 | 0.5 | 0.0 | 0.0 | 0.0 | 1.0 | 1.0 |
| 2005  | 7  | 17.4 | 66.7 | 0.0 | 64.3 | 3.1 | 1.0 | 0.3 | 0.9 | 1.3 | 8.3 | 7.3 |
| 2010  | 9  | 16.4 | 67.5 | 0.0 | 63.2 | 3.8 | 0.7 | 0.3 | 0.7 | 1.1 | 7.3 | 8.0 |
| TOTAL | 18 | 15.3 | 66.7 | 0.0 | 63.8 | 3.3 | 0.8 | 0.3 | 0.7 | 1.1 | 7.0 | 6.9 |

## Logros y reconocimientos

### Selección nacional
- EuroBasket Sub-20 (Vilna 2002).

### Clubes
Unicaja Málaga
- Copa del Rey (2005)

FC Barcelona
- Euroliga (2010)
- 3x Liga ACB (2009, 2011, 2012)
- 3x Copa del Rey (2007, 2010, 2011)
- 3x Supercopa de España (2009, 2010, 2011)

Iberostar Tenerife
- Basketball Champions League (2017)
- Copa Intercontinental (2017)

### Individuales
- Elegido MVP de la Copa del Rey 2010.
- 1 vez en el Mejor Quinteto de la ACB 2008-2009.

### Récords en tapones
Una de las facetas del juego en la que más destaca es en el tapón, teniendo varios récords en su haber:
- Máximo taponador de la historia de los playoffs de la Liga ACB con 87 tapones, superando los 81 de Fernando Romay y los 70 de Arvydas Sabonis.[17]
- Máximo taponador de la historia de la Euroliga, desde la era ULEB, con 180 tapones acumulados.[18]
- Máximo taponador de la historia de la Liga ACB. El anterior récord lo tenía otro pívot gallego, Fernando Romay, con 672 tapones realizados.[19]
- Récord de tapones en un partido, con 12 tapones en un partido contra el CB Valladolid en enero de 2007.[20]